# Torrevieja

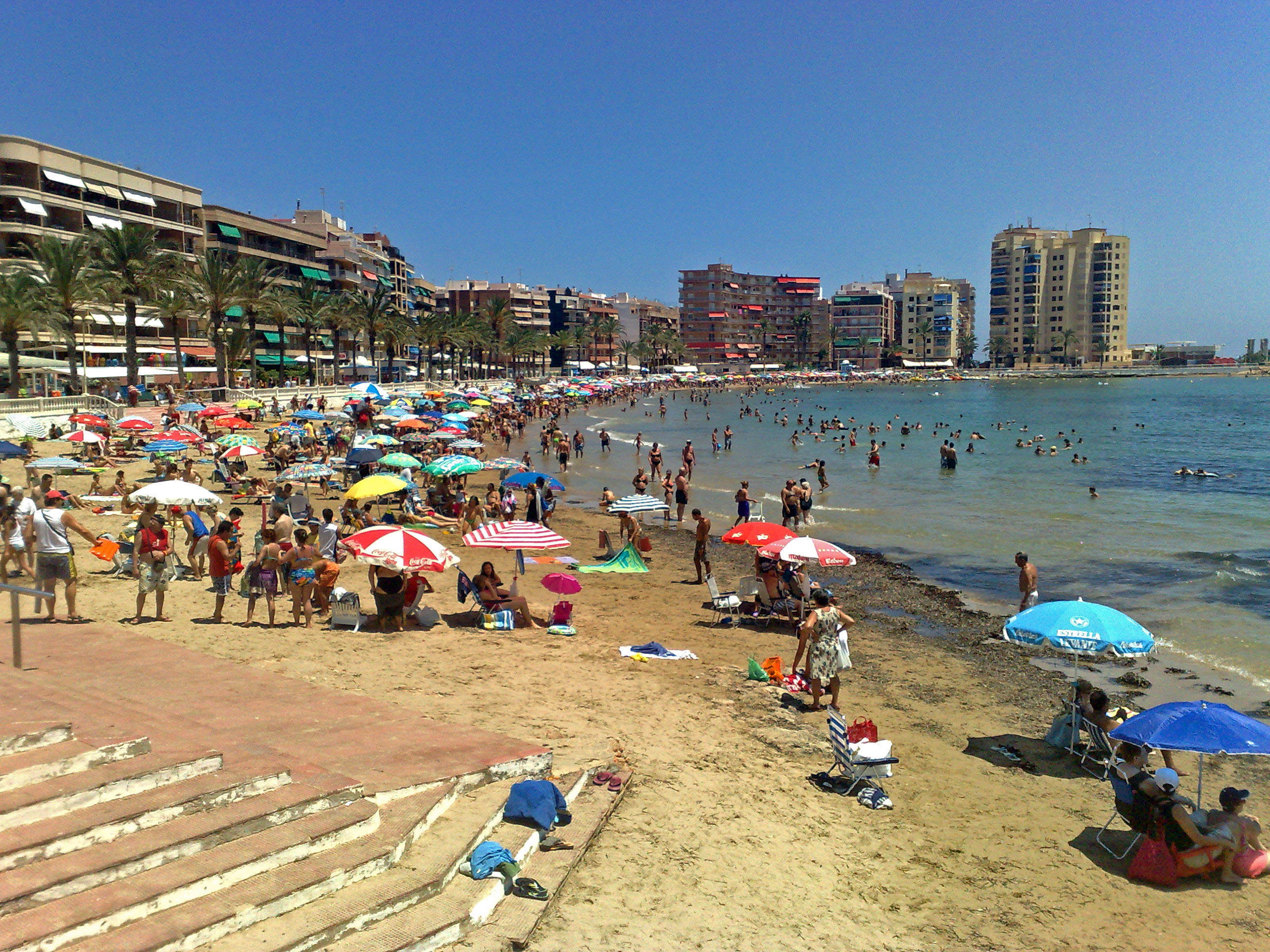
Plaża w Torrevieji

Torrevieja (walenc. Torrevella) – miasto w południowo-wschodniej Hiszpanii,  w regionie Walencja, w prowincji Alicante. Położone na wybrzeżu Costa Blanca, około 40 kilometrów na południe od miasta Alicante i 40 km na wschód od Murcji, a populacja wynosi 106 350 osób. Torrevieja była wsią rybacką położoną nad morzem i dwiema dużymi kopalniami soli, dzięki którym zyskała zdrowy mikroklimat.
Pierwotnie była to mała rybacka wioska, uzależniona od „białego złota”, którym była wydobywana tu sól. Morze i sól przez wiele lat stanowiły o bycie tutejszej ludności. Obecnie słone jeziora, które były źródłem białego złota stanowią parki narodowe i zachwycają różnorodnością zamieszkującego je ptactwa.
Rozkwit miejscowości przypada na XIX wiek, gdy król Karol IV przeniósł do Torrevieja administrację kopalni soli, a następnie zadbał o rozwój infrastruktury i wymiaru sprawiedliwości.
Aż do dziś sól jest towarem eksportowym numer jeden, a Torrevieja jest jednym z czołowych producentów soli w Europie.
W 1829 roku w miejscowości miało miejsce trzęsienie ziemi, które praktycznie zniszczyło miasteczko. Pozostało niewiele budynków, ale zachowała się stara wieża obserwacyjna rybaków, stąd prawdopodobnie nazwa miasta (torre-wieża, vieja-stara).
Obecnie Torrevieja znana jest bardziej jako miejscowość turystyczna. Zdrowy mikroklimat zapewniony jest przez złoża soli. Plaże są dobrej jakości, czysta woda, plaże uzyskują każdego sezonu niebieską flagę. Z Alicante można się tam dostać jedynie autobusem linii Costa Azul. Godzina drogi z lotniska Alicante i pół godziny od lotniska w Murcji - przez cały rok przyciągają rzesze turystów korzystających z samochodów, w sezonie nawet do kilku tysięcy osób na jednej, krótkiej plaży miejskiej, ale do dyspozycji turystów pozostaje kilka innych czystych i strzeżonych plaż. Playa La Mata, Playa del cura, Playa los Locos i kilka innych mniejszych wzdłuż całego wybrzeża. Torrevieja słynie z bardzo ciepłego klimatu, różniącego się nawet od klimatu w Alicante. Średnia słonecznych dni w roku to 335. W okresie zimowym temperatura utrzymuje się od 12 do nawet 20 stopni w dzień. Najzimniejszy jest luty, czasem po kilka stopni w dzień i silne wiatry od morza. Mieszkania są bez ogrzewania, co jest odczuwalne, bo średnia grubość ścian budynku to 10 cm.
Architektura miasta opiera się na blokach z cegły. Brak jest starej zabudowy. Do solnych jezior turysta może się dostać jedynie samochodem, motocyklem lub rowerem. Brak widocznych szlaków turystycznych. Informacja turystyczna oraz hiszpańskie sklepy zamknięte są w godzinach sjesty (14:00 do 17:00).
Torrevieja słynie także z malowniczego różowego jeziora, które stanowi unikalną atrakcję turystyczną. To zjawiskowe jezioro, znane również jako Laguna Rosa, owe unikatowe zabarwienie zawdzięcza obecności specyficznych mikroorganizmów oraz soli mineralnych. Położone niedaleko morza Śródziemnego, jezioro to przyciąga zarówno lokalnych mieszkańców, jak i turystów, zachwycając ich niezwykłą paletą różowych odcieni. Jego urok oraz ekologiczne znaczenie czynią z tego miejsca istotny element kultury i krajobrazu Torrevieji.
Dodatkowo, warto wspomnieć, że każdego piątku odbywa się tutaj Mercadillo, czyli kolorowy jarmark, na którym można znaleźć różnorodne produkty, rękodzieła oraz lokalne przysmaki, dodając jeszcze większego uroku temu już i tak malowniczemu miejscu.